# Giulia Schucht
Julija Apollovna Šucht (in russo Юлия Аполловна Шухт?), italianizzato in Giulia Schucht (Ginevra, 19 settembre 1896 – Peredelkino, 21 giugno 1980) è stata una violinista e insegnante russa, moglie di Antonio Gramsci e madre dei suoi due figli.

## Biografia

### Origini familiari e formazione

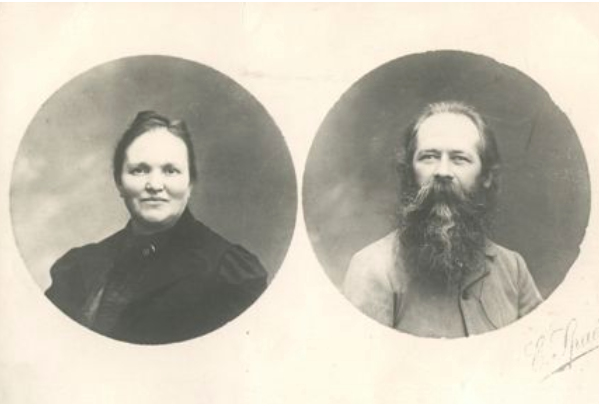
Julija Giršfel'd e Apollon Schucht

Giulia – nota anche con il vezzeggiativo di Julka – nacque in una famiglia di origini tedesche risalenti al medico Johann Schucht, emigrato in Russia dalla Sassonia nel XVIII secolo. Non si hanno riscontri certi, ma è probabile che siano stati i meriti militari del nonno di Giulia, Aleksandr Ivanovič (1818-1878), a far acquisire alla famiglia la nobiltà ereditaria. Comandante del 1° Reggimento Ussari di Sumy nel 1865-1867, quando l'unità era intestata al principe ereditario danese Federico, da cui ricevette la Croce di Cavaliere di I classe dell'Ordine del Dannebrog, ebbe in dono da Alessandro II un grande appezzamento terriero a Carskoe Selo. Morì con il grado di maggior generale, a seguito della sua partecipazione alla guerra contro i turchi.
Apollon Schucht (1860-1933), il padre di Giulia, concluso il ginnasio fu iscritto alla Scuola di cavalleria intitolata allo zar Nicola I perché potesse seguire l'esempio del padre, ma, a differenza del genitore, si avvicinò agli ideali dei populisti della Narodnaja volja e, dopo aver assistito nel 1881 all'esecuzione dei cinque pervomartov'cy, decise di lasciare gli studi di ingegneria, al secondo anno, per tornare negli ambienti militari e svolgervi attività di propaganda. Espulso dall'Istituto per allievi ufficiali di Fanteria, alla fine creò a San Pietroburgo piccoli circoli per la lettura e lo studio di opere proibite. Fu così che conobbe la sua futura moglie, Julija Grigor'evna Giršfel'd (1861-1943), figlia di un noto avvocato ebreo-ucraino, che aveva frequentato i corsi femminili Bestužev, l'unica istituzione dell'Impero russo in grado di offrire alle donne un'istruzione di livello universitario, e che aveva abbracciato gli ideali rivoluzionari.

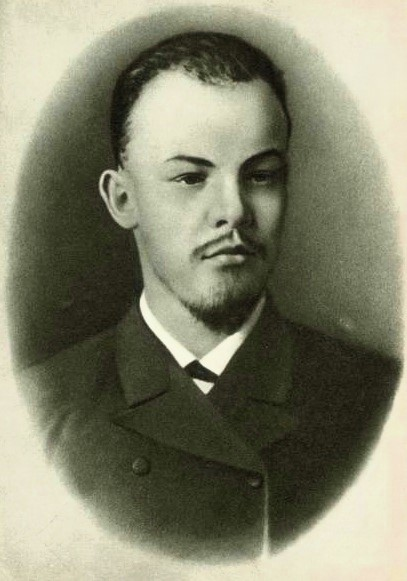
Vladimir Il'ič Ul'janov a Samara nel 1891

Subito dopo il matrimonio, per gli Schucht iniziò un periodo di vagabondaggi. Dapprima residenti a Samara, dove nacquero le figlie maggiori, Nadežda (1885), detta Nadine, e Tat'jana, nel 1887 dovettero lasciare la città a causa dell'arresto di Apollon. Egli, nonostante un impiego alla banca, aveva continuato l'attività rivoluzionaria tra i militari come membro della "Frazione terroristica di Narodnaja volja", benché fosse più un intellettuale democratico che un estremista. Scoperto, era stato tradotto in custodia cautelare a San Pietroburgo e quindi esiliato a Tomsk, città che diede i natali a Evgenija (1889), chiamata Ženija. Poco dopo alla famiglia fu concesso di rientrare nella Russia europea, a Samara, e Apollon, che aveva acquisito fama di rivoluzionario e suscitava l'ammirazione dei giovani, riprese a frequentare gli ambienti progressisti, in particolare il circolo marxista che si riuniva nell'appartamento di Aleksej Pavlovič Skljarenko (1869-1916) e che era diretto dal coetaneo Vladimir Ul'janov, poi noto con lo pseudonimo di Lenin, di cui divenne amico.
Nel 1891 la vita a Samara non era facile sotto il profilo economico, e la madre di Apollon chiamò a sé, nella tenuta di Carskoe Selo, i suoi cari. Volendo persuadere le autorità a consentire il ritorno a Carskoe Selo, Julija Grigor'evna partì con le tre figlie alla volta della capitale, accompagnata nel difficile viaggio da Ul'janov, il quale da studente esterno doveva sostenere gli esami all'Università. Apollon poco dopo ebbe il permesso di tornare a Carskoe Celo, dove nel maggio del 1893 la sua prole si ampliò con la nascita di un'altra bambina, Anna, più conosciuta come Asja. Avendo intenzione di lasciare la Russia per la Svizzera, patria acquisita di molti esuli politici russi tra cui diversi ex esponenti di Zemlja i Volja divenuti poi marxisti come Plechanov e Aksel'rod, e dovendo battezzare la neonata per avere il visto di partenza, Apollon si rivolse a Vladimir Il'ic che fece da padrino per l'occasione.

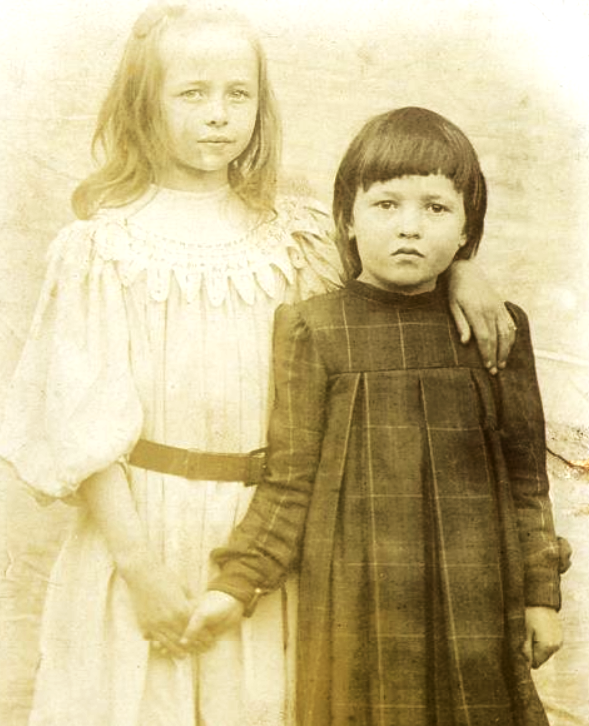
Giulia (a destra) con la sorella Asja

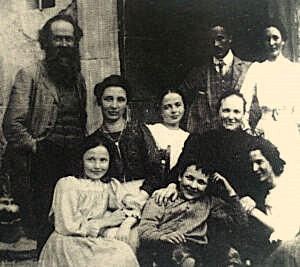
Gli Šucht a Montpellier intorno al 1906. Da sinistra, in alto: Apollon, Nadine, Asja, Julija Grigor'evna, Tatiana (l'uomo al suo fianco è sconosciuto). Da sinistra, in basso: Giulia, Viktor ed Eugenia

A Ginevra, tappa degli Schucht dopo una breve parentesi a Zurigo, nacquero Giulia e, nel 1899, l'unico figlio maschio: Viktor. Qui Apollon si legò al gruppo dei comunisti anarchici vicini a Kropotkin, e Julija Grigor'evna lavorò per il loro giornale Chleb i volja (Pane e libertà). Ma Schucht, contemporaneamente, continuò la propria formazione studiando alla Facoltà di scienze naturali e sociali e, nel tentativo di crearsi una professione, prima prese il diploma di odontoiatria e poi acquistò un fazzoletto di terra, dandosi all'agricoltura. Educata in una famiglia che offriva stimoli culturali variegati, Giulia subì maggiormente l'influenza paterna. Apollon, rousseauiano convinto e fautore di concezioni politiche avanzate, conservava una certa affezione per i modelli sociali e morali tradizionali e trasmise ai figli la propria inclinazione per l'elemento sentimentale, romantico, un po' ricercato e astratto della vita che sfociava nell'amore per le arti, musica in primis. La madre, al contrario, nutriva interesse per le discipline scientifiche.
Nel 1903, per curare Tatiana che s'era ammalata, la famiglia si trasferì a Montpellier. Giulia scoprì di essere sensibile alla musica, come le sorelle, e con Asja iniziò lo studio del violino. Nadine si diplomò al Conservatorio in violoncello, ma prese anche la laurea in lingua francese oltre a seguire lezioni di scienze naturali, quindi tornò nella Russia imperiale, a Tiflis. Dall'estate del 1908 la nuova residenza degli Schucht fu a Roma. Giulia e Asja studiarono violino al Liceo musicale di Santa Cecilia, anche con il celebre maestro Ettore Pinelli. Tra il 1910 e il 1913 Giulia prese lezioni di italiano da Leonilde Perilli, amica e compagna di studi di Eugenia all'Accademia di belle Arti, anni dopo assistente, con i suoi disegni anatomici, di Raffaele Bastianelli. Di Giulia la Perilli racconta che era una ragazza piuttosto riservata e soggetta a infatuazioni platoniche per gli artisti, senza però mai corrispondere alle premure maschili, come accadde con un pittore che la corteggiò inutilmente per anni. «Sembrava una figura del Rinascimento, quando passava per via Ripetta tutti la guardavano con quella lunga treccia castana sulle spalle, alta, vestita spesso di velluto verdeoliva l'inverno, quasi sempre di bianco l'estate... Con quella fronte ampia e calma, gli occhi tagliati a mandorla, gli zigomi pronunciati delle russe».

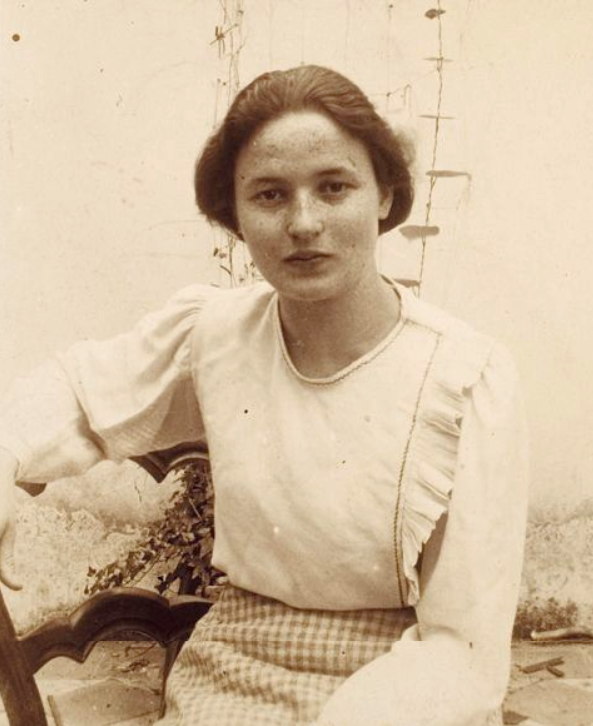
Giulia nel 1916

A Roma gli Schucht, nonostante le difficoltà economiche e la scarsa propensione di Apollon a trovare un lavoro stabile, vissero in un'atmosfera quasi bucolica, tra passeggiate al tramonto, concerti, frequentazioni di artisti come Giacomo Balla, Giuseppe Sartorio e Duilio Cambellotti, respirando appieno il clima culturale, decadente e venato di spensieratezza, tipico dell'alta borghesia capitolina.
All'inizio del 1915 Giulia si diplomò al Liceo musicale e partì da sola attraverso i Balcani per Mosca, dove l'aspettava la madre, rientrata in patria dopo la concessione dell'amnistia agli esuli politici nell'anniversario dei tre secoli di regno dei Romanov mentre Apollon tornò in Svizzera per seguire da vicino gli studi di Viktor. Le sorelle Eugenia e Asja erano in Russia già da tempo, per sostenere economicamente la famiglia, come prima di loro aveva fatto Nadine, insegnando la lingua francese.
Nell'agosto del 1914 Eugenia aveva lasciato l'Italia per Varsavia, allora parte dell'Impero Russo, città in cui svolse la professione di docente alla Krinskij, una scuola ebraica gestita da cristiani. Qui rimase fino a gennaio dell'anno successivo, quando, essendosi ammalata di tubercolosi, andò a vivere a Ivanovo con la sorella Asja per un breve periodo. Nel 1916 era a Mosca, l'anno seguente accolse benevolmente lo scoppio della Rivoluzione ma si iscrisse al Partito bolscevico, con la presentazione di Lenin, solo nel 1918.

### In Russia

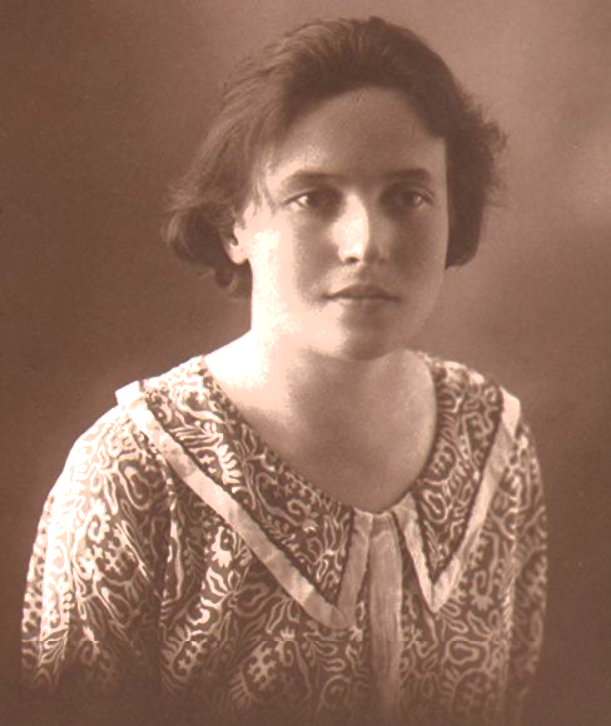
Giulia nel 1918

Da marzo 1916 Giulia insegnò violino ai corsi pubblici di musica nel quartiere moscovita di Zamoskvoreč'e, lavoro che mantenne fino a febbraio 1919. Per il concerto di Capodanno del 1918 Giulia eseguì a Lefortovo la Lègende op. 17 del compositore Henryk Wieniawski. La sua esibizione fu molto apprezzata dallo scrittore Aleksandr Serafimovič che ne scrisse su Izvestija del 6 gennaio: «Avete mai sentito ottomila persone che trattengono il fiato? Ecco cosa dice il canto di questa ragazza dai capelli corvini, cosa dice da sotto il lungo, infinito archetto. Cosa? Dice che esistono gioia e amarezza, ed esiste un passato e un futuro ignoto, velato di filamenti turchini... La ragazza ha portato la sua mirabile arte, la sua opera [...]».
Già a settembre del 1917, Giulia aveva aderito alla frazione bolscevica del Partito Operaio Socialdemocratico Russo, e al Komsomol fin dalla sua fondazione. Non si hanno informazioni dettagliate sull'attività politica svolta da Giulia, ma un'annotazione sul suo fascicolo personale, datata 18 luglio 1921, la descrive come una «lavoratrice energica, matura», con esperienza nel lavoro organizzativo, di «nobili origini ma cancellate nella sua coscienza». Nel frattempo Apollon, tesserato del Partito da aprile 1917, dopo l'Ottobre era stato nominato Commissario della Banca commerciale di Mosca, grazie alla vecchia familiarità con Lenin che favorì anche l'assunzione di Giulia ed Eugenia presso il Commissariato del popolo per l'istruzione o Narkompros, diretto da Lunačarskij, in qualità di collaboratrici della Krupskaja. La ventennale amicizia con il capo dei bolscevichi non fu però l'unica ragione che portò le sorelle Schucht a lavorare fianco a fianco con la moglie di Lenin. Quando era stato deciso, nella primavera del 1918, di dislocare l'ente governativo per l'Istruzione da San Pietroburgo a Mosca, i vecchi funzionari avevano perso l'impiego e i membri del partito avevano preferito non cambiare sede, così erano state reclutate soprattutto le donne imparentate con i dirigenti bolscevichi o provenienti dal mondo dell'emigrazione che avevano avuto esperienze nell'insegnamento. Giulia fu istruttrice e segretaria politica da febbraio a ottobre del 1919; Eugenia al Commissariato svolgeva diverse mansioni di rilievo tra cui quella di segretaria del Comitato esecutivo del nascente sindacato dei lavoratori della scuola.

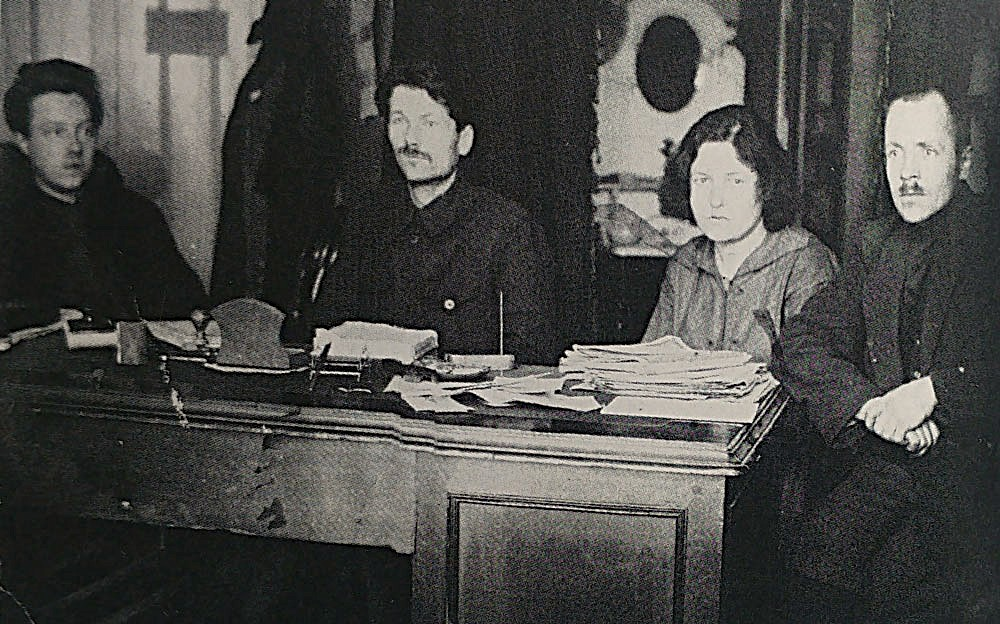
Giulia a Ivanovo nella sezione del Partito bolscevico

Il lavoro al Narkompros si rivelò molto duro per Eugenia e si svolse in condizioni estreme, in quanto le razioni di cibo e di combustibile erano fortemente limitate a causa della guerra civile in atto e della carestia che iniziò nel 1919 ed ebbe il picco nel biennio 1921-1923. Alcuni dipendenti del Ministero, nel cui edificio si gelava, morirono di inedia, mentre Eugenia, che aveva nel frattempo seguito anche un corso di addestramento fucilieri ed era stata assegnata a un battaglione di guardia della guarnigione, verso la fine del 1919 iniziò a cadere mentre camminava e poi non riuscì più a stare in piedi. Fu la stessa Krupskaja a farla ricoverare nel sanatorio di Serebrjanyj Bor. La paralisi che colpì Eugenia aveva quindi cause non solo psicologiche, dovute allo stress di quegli anni concitati, ma anche fisiche, innescate da una generale debolezza dell'organismo.
Più o meno nello stesso periodo Giulia con i genitori si trasferì a Šuja, distante trentadue chilometri da Ivanovo, nel cui Istituto di musica, inaugurato nel 1913, insegnò violino. Nel 1920 la famiglia, per evitare a Giulia questo continuo e sfibrante andirivieni, traslocò a Ivanovo, dove la donna fu molto attiva nella sezione cittadina del partito.

### Gramsci

#### Incontro e relazione

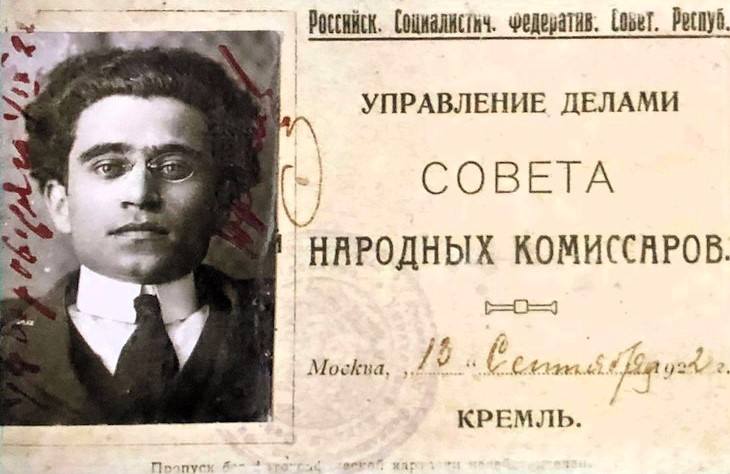
Lasciapassare della Direzione del Consiglio dei commissari del popolo per consentire a Gramsci l'accesso al Cremlino

Il 26 maggio 1922, Gramsci, con Amadeo Bordiga e Antonio Graziadei, era partito in treno da Berlino alla volta di Mosca, su invito radiotelegrafato di Zinov'ev, per partecipare alla II Conferenza dell'Esecutivo allargato del Comintern. In seguito alla scissione di Livorno, sarebbe stata discussa la questione del mancato rispetto della politica del fronte unico tra comunisti e socialisti decisa l'anno prima al III Congresso dell'Internazionale. Giunta a Mosca il 2 giugno e preso alloggio presso il centrale Hotel Lux, la piccola delegazione italiana, cui si aggiunse Ersilio Ambrogi, già in città, iniziò una serie di incontri con i dirigenti dell’Internazionale prima ancora che i lavori del Plenum si aprissero. Una volta che furono conclusi, il 12 giugno, Bordiga e Graziadei tornarono in Italia, lasciando a Gramsci l'onere di persuadere il Comintern ad accogliere la posizione italiana che, nonostante l'impegno appena preso di ottemperare alle direttive di Mosca, era contraria alla riconciliazione con i socialisti.
L'incarico si rivelò logorante e dal successo incerto perché, non essendo stato adeguatamente informato delle «questioni in corso», Gramsci dovette fingere di sapere ciò che ignorava e fare salti mortali per portare avanti la discussione con il vertice del Comintern. La forte tensione concorse, unitamente all'eccezionale caldo di quell'estate e all'esiguo riposo che si concedeva da mesi, al deterioramento delle sue energie psicofisiche. Fu colpito da accessi febbrili, bagni di sudore e scatti involontari degli arti, come spiegò in due lettere dal carcere alla cognata Tatiana. Nella seduta del Presidium del Comitato esecutivo dell'Internazionale Comunista tenutasi il 18 luglio, si discusse anche della salute di Gramsci e fu deciso che il tedesco Hugo Eberlein avrebbe provveduto ad assegnargli un medico e a garantirgli le cure necessarie. Intanto era stato inviato a Serebrjanyj Bor, non lontano da Mosca, un luogo che ospitava piccole dacie nelle quali i dirigenti dell'Internazionale risiedevano in estate, e un sanatorio per malattie nervose.
Inizialmente Gramsci fu ospite di Clara Zetkin nella sua dacia, quindi fu ricoverato in sanatorio, sebbene fino a gennaio, dopo la conclusione del IV Congresso dell'Internazionale Comunista e termine stabilito per la sua permanenza in Russia, di tanto in tanto, tornasse a Mosca per partecipare alle riunioni del Presidium e ai lavori della XII Conferenza del Partito comunista russo (bolscevico), dove il 7 agosto prese la parola.
In sanatorio, non appena seppe che era ricoverata una compagna che conosceva l'italiano e il francese, andò subito a trovarla. Eugenia era costretta a letto ormai da tre anni, si muoveva sulla sedia a rotelle e, raramente, faceva qualche passo con le stampelle, oltre a mangiare pochissimo. La vicinanza di Gramsci ebbe un benefico effetto sulla salute della Schucht. Poter di nuovo parlare in italiano fece rinascere in lei il desiderio di tornare nel Paese dove aveva studiato arte e chiese per lettera alla sorella Tatiana se fosse possibile andare a vivere con lei. Gramsci le tirò su il morale interrogandola sul clima politico del paese dei Soviet e, specialmente, sulle riforme del sistema educativo, raccontandole storie e aneddoti, affettuosamente burlandola per invogliarla a cibarsi.

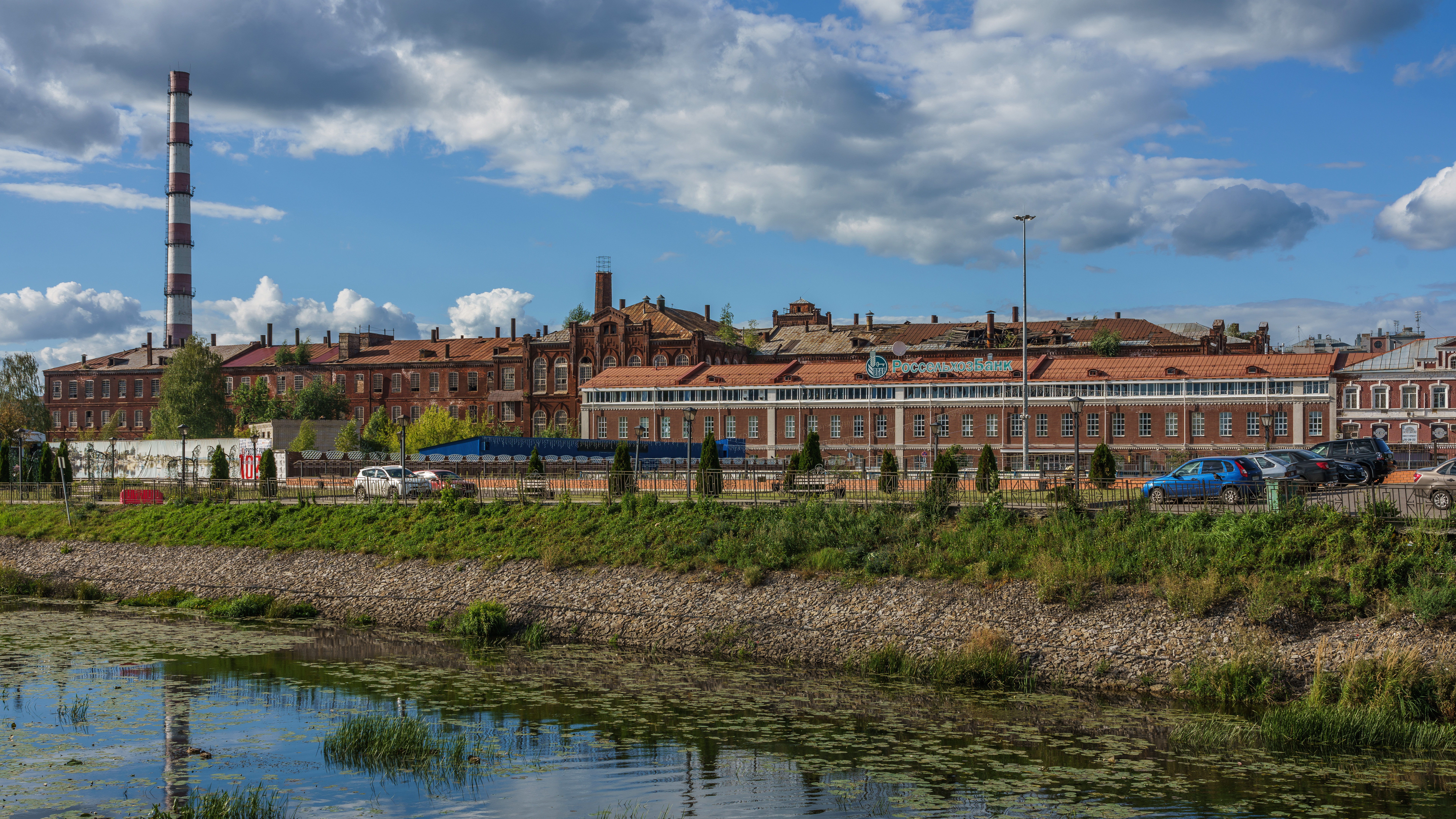
La Grande Manifattura di Ivanovo, dismessa dal 2008

Sul principio di settembre, Giulia si recò a Serebrjanyj Bor e conobbe Gramsci. Fu un incontro molto breve, ma a inizio ottobre, in occasione di una nuova visita di Giulia a Eugenia, Gramsci propose alla più giovane delle sorelle di collaborare con lui nel progetto di traduzione in italiano di un romanzo di Bogdanov, che poi avrebbe revisionato per pubblicarlo con le firme di entrambi. La traduzione e la supervisione del romanzo di Bogdanov furono completate, come si ricava da una minuta del 13 marzo 1924 di Umberto Terracini che chiedeva a Gramsci di inviargli il materiale; ma nonostante la compiutezza del progetto editoriale, questo per qualche ragione non si concretizzò e sconosciuto resta il destino del manoscritto.
Era prassi per i delegati del Comintern vedere le fabbriche russe prima dei lavori congressuali, così Gramsci si recò a Ivanovo, città leader nel settore del tessile tanto da essere soprannominata la "Manchester russa", e, dettaglio per lui non irrilevante, distintasi per la presenza di cellule del Proletkul't in ogni fabbrica. Non è noto se la scelta di Ivanovo fu una decisione sua, magari per approfondire la conoscenza di Giulia che lì viveva,  o se fu un'iniziativa del Comintern. Ivanovo, infatti, negli ultimi mesi era stata scossa da rivolte e scioperi, manifestazioni organizzate dai socialrivoluzionari per protestare contro il sequestro dei beni della Chiesa, e i bolscevichi locali si erano appellati ai comunisti di tutta la Russia perché fosse fatta in quell'area attività di propaganda rivoluzionaria, pertanto l'Internazionale avrebbe potuto ragionevolmente inviarvi Gramsci. Certo è che a Ivanovo, il 16 ottobre, e nella limitrofa Kochma, due giorni dopo, fu Giulia a fare da interprete ad Antonio. A Ivanovo, Gramsci pronunciò due discorsi, l'uno in occasione dell'apertura del Convegno culturale presso il circolo comunista, davanti agli operai convenuti per discutere dei problemi relativi alla costruzione di una cultura operaia, e l'altro presso la sala del teatro della Grande fabbrica manifatturiera tessile, dove si teneva il Congresso dei lavoratori del Commercio. A Kochma visitò il linificio, sia la sezione della tessitura che quella della filatura, le baracche degli operai e l'asilo nido, e apprese come veniva gestita la produzione.

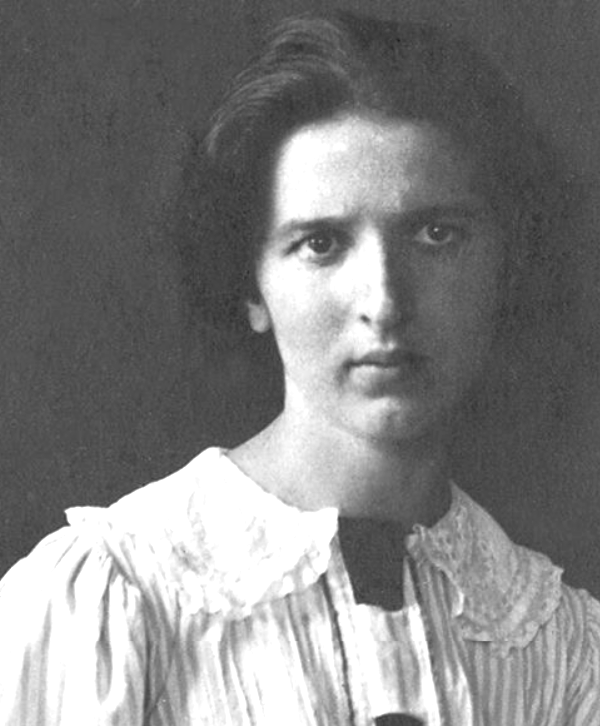
Eugenia Schucht

Gramsci rientrò a Mosca, incontrò il 25 ottobre Lenin, prese parte al IV Congresso dell'Internazionale che si chiuse il 5 dicembre, ma per la delegazione italiana il lavoro non era finito perché fu formata una Commissione presieduta da Bucharin che avrebbe dovuto definire i termini della fusione del PCd'I con il PSI e che deliberò la condirezione dell'Avanti! di Gramsci e Serrati. Il comunista sardo trascorse il Natale al sanatorio con Eugenia e, approssimatosi il momento della partenza per l'Italia, tornò a Serebrjanyj Bor per un ultimo saluto probabilmente il 17 gennaio, dal momento che quella mattina era giunto un telegramma di Bordiga in cui si avvisava Gramsci che, essendo stato spiccato un mandato di cattura contro di lui, doveva restare a Mosca come membro italiano del Comintern, e per tutta la giornata non era stato possibile rintracciarlo.
Da studi condotti nel primo decennio del XXI secolo, si è potuto stabilire che tre lettere d'amore fino ad allora ritenute indirizzate a Giulia, mancando il nome del destinatario, erano in realtà state scritte per Eugenia, con cui Gramsci aveva iniziato una relazione. Sfumato il progetto di tornare in Italia, Gramsci ritenne di poter dare al suo legame con Eugenia la possibilità di evolversi e le dichiarò il suo amore. La storia tra i due si concluse tuttavia bruscamente in primavera per ragioni sconosciute e solo ipotizzabili. L'affetto di Gramsci per Eugenia era forse dovuto più a un atto della volontà che a un moto spontaneo del cuore, come invece fu il suo sentimento per Giulia, la cui prima apparizione lo aveva «intimidito». È anche possibile che la rottura sia stata causata dagli indugi e dalle indecisioni di Eugenia, o dall'aver ella compreso che Antonio nutriva una passione segreta per Giulia. Certo è che la separazione lasciò in Eugenia un persistente rancore verso Gramsci che si sarebbe placato solo dopo la morte di lui, quando iniziò a ricordarlo con nostalgia.
Giulia e Antonio divennero intimi alla vigilia della partenza per Vienna, a novembre del 1923, ma già ad agosto, in attesa di sapere quando avrebbe lasciato la Russia, le aveva scritto, dandole ancora del "lei", parole che lasciavano trasparire slanci più profondi della semplice amicizia. A quel tempo Giulia si era trasferita a Mosca con la famiglia, aveva abbandonato l'insegnamento del violino e si stava dedicando interamente all'attività politica. Con il padre Apollon prese a lavorare presso il Comitato di partito del quartiere Krasnaja Presnja, famoso per le barricate innalzate durante la rivoluzione del 1905, e vide riconosciuti i propri meriti organizzativi con la promozione a vice segretaria.

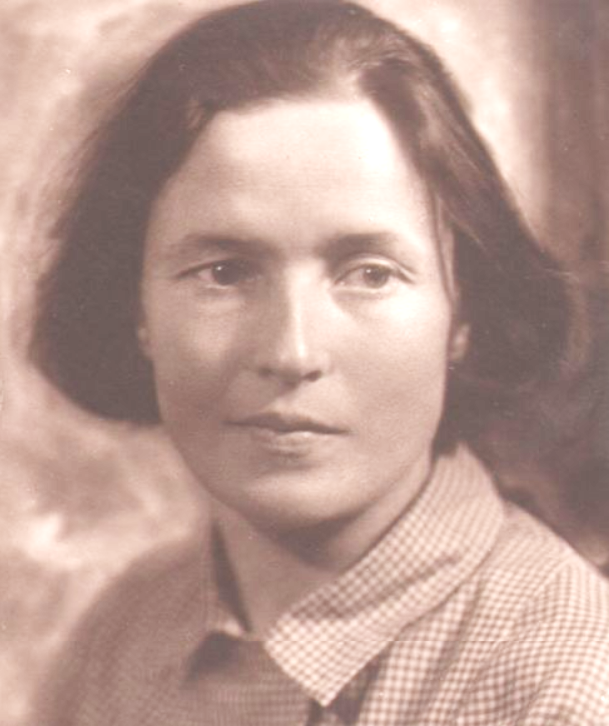
Giulia nel 1925

Gramsci giunse a Vienna, dove era stato inviato per seguire da una sede vicina le vicende politiche italiane, il 4 dicembre e fin dalle prime lettere che inviò a Giulia tentò di convincerla a raggiungerlo in Austria e provò a coinvolgerla nel lavoro politico, di stimolarla a «una collaborazione di opere, una unione di energie per la lotta», ritenendo che la felicità di coppia fosse in questa vicinanza, nell'essere reciprocamente l'uno per l'altra sia amanti che compagni nella comune causa della rivoluzione. Il nuovo progetto che stava attuando e per il quale chiedeva l'assistenza di Giulia era la pubblicazione, di nuovo con entrambe le loro firme in copertina, di una edizione del Manifesto con le note di Rjazanov, all'epoca direttore dell'Istituto Marx-Engels di Mosca. La reazione di Giulia, che a fine febbraio gli aveva annunciato di essere incinta, non fu delle migliori se Gramsci dovette scriverle di essere «profondamente persuaso che tu non abbia affatto l'intenzione di fare della letteratura con me».
Alle elezioni politiche italiane del 6 aprile 1924 Gramsci fu eletto deputato per il PCd'I nel «Collegio del Veneto», e il 12 maggio partì da Vienna per raggiungere Roma, godendo ora dell'immunità parlamentare. Il 10 agosto 1924 Giulia partorì il primo figlio, cui fu dato il nome di Delio, come proposto da Gramsci dopo aver scartato Lev e Ninel (Lenin letto al contrario).
A dicembre la Schucht iniziò a lavorare come interprete presso l'Ufficio stranieri della Direzione unificata politica di Stato (Ob'edinënnoe gosudarstvennoe političeskoe upravlenie), più nota come OGPU. Già nell'estate del 1922 Giulia aveva collaborato con la sottosezione di informazione del Comitato del partito di Ivanovo, ma non si conoscono i particolari di questa sua prima esperienza con i servizi segreti.
A metà marzo del 1925, Gramsci effettuò il suo secondo e ultimo viaggio a Mosca, per partecipare al V Plenum allargato del Comitato esecutivo del Comintern. Giulia poté rivedere il marito e fargli conoscere Delio. Quando Gramsci ripartì, portò con sé la promessa che Giulia lo avrebbe presto raggiunto in Italia con il bambino ed Eugenia, che aveva lasciato il sanatorio subito dopo la nascita di Delio.

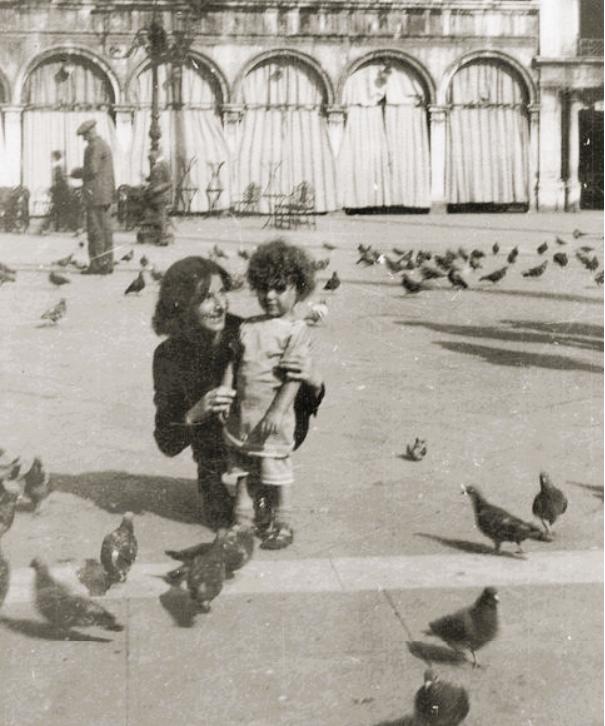
Eugenia e Delio a Venezia

Giulia giunse in ottobre a Roma, dove lavorò presso l'ambasciata sovietica con un incarico, essendo impiegata dell'OGPU, nei servizi segreti per l'estero. Gramsci continuò a vivere nella propria camera ammobiliata in via Morgagni, mentre Giulia, Eugenia e Delio, cui si aggiunse presto anche Tatiana, abitavano nella vicina via Trapani. Nei primi giorni del 1926, le Schucht furono raggiunte dal padre. Sembra assodato che allora Apollon portò con sé il certificato di matrimonio tra Giulia e Antonio, rilasciato il 12 gennaio 1926 e attestante le nozze civili celebrate il 23 settembre 1923. Il documento, ritenuto falso in famiglia, forse serviva a Giulia per risolvere qualche problema burocratico.
Il lasso di tempo compreso tra l'autunno del 1925 e l'estate del 1926 fu quello che più diede a Giulia e a Gramsci la parvenza di una vita familiare autentica, benché non convivessero. L'unico neo era rappresentato dall'ostilità nei confronti di Antonio da parte di Eugenia, che si occupava di Delio come se fosse suo figlio e dal quale si faceva chiamare "mamma", mentre aveva insegnato al bambino a rivolgersi al padre con l'appellativo russo "djadja" (zio). La morbosità di Eugenia a Roma, davanti alla felicità della sorella, crebbe e, quando Giulia annunciò la seconda gravidanza, impose la propria volontà e decise che era necessario tornare in Russia, anche per ragioni di sicurezza. Giulia non era d'accordo, l'immunità diplomatica la metteva a riparo da eventuali rischi inerenti la realtà politica italiana, ma non ebbe la forza di dissuadere la sorella, né trovò un appoggio in Gramsci, che in quella circostanza non fece sentire la propria voce, non fu «abbastanza autoritario», in considerazione del precario equilibrio psicologico di Eugenia e perché consapevole di essere di fronte a un gruppo familiare caratterizzato da «insane» relazioni reciproche.
A giugno Giulia, Eugenia e Delio lasciarono Roma diretti a Venezia e poi a Trafoi, dove festeggiarono il secondo compleanno del bambino. Allora Giulia rientrò da sola a Mosca, dove il 31 agosto nacque Giuliano. Gramsci giunse a Trafoi poco dopo la partenza di Giulia, e vi rimase una settimana; Eugenia, stranamente, nonostante la sorella fosse vicina al parto, restò in montagna fino a settembre. La sera dell'8 novembre Gramsci fu arrestato.

#### Durante il carcere
Non è ben chiaro quando, se prima o dopo l'arresto di Gramsci, Giulia fu colpita da un non meglio specificato morbo virale in seguito al quale sviluppò l'epilessia. Stando a quanto riferì Eugenia a Tatiana quattro anni dopo, Giulia soffriva di attacchi «non frequenti e non gravi», ma aveva per brevi momenti o diverse ore difficoltà a capire ciò che le veniva detto e ad esprimersi essa stessa. Iniziò un lungo periodo di degenze nei sanatori, alternati a brevi ritorni a casa. Del primo ricovero, nell'estate del 1927, ne riferì ella stessa a Gramsci, gli scrisse di essere stata ospedalizzata a luglio e agosto per una «grave depressione psichica». Giulia descrisse il proprio disagio mentale come fosse una cosa da poco, in via di soluzione, e Gramsci non ebbe sentore di quanto invece il problema fosse serio per diversi anni avvenire.

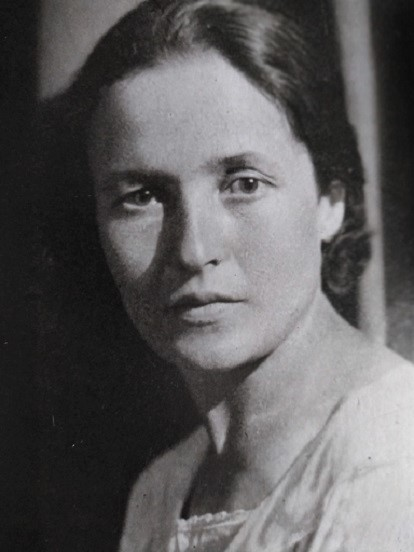
Giulia nel 1932

Si conoscono solo alcuni dei sanatori nei quali Giulia fu degente, quelli di cui si ha notizia da altri. Giulia fu ricoverata nel 1928 a Mar'ino, presso la casa di cura ricavata nella splendida tenuta dei principi Barjatinskij, all'epoca in cui vi si trovava Camilla Ravera. Nel 1929-30 fu la volta di una clinica per malattie mentali a Soči, dove ad agosto ricevette la visita di Piero Sraffa, in URSS con Maurice Dobb.
Giulia fu curata con il fenobarbital e, nei primi anni, con un trattamento psicanalitico, di cui Tatiana informò Gramsci nel 1931, il quale cominciò ad approfondire la questione. Sul principio ritenne che questo genere di approccio potesse offrire soluzioni più efficaci della «vecchia psichiatria», perché il medico, stabilendo un rapporto diretto con il paziente, vedeva «l'ammalato e non la malattia». Un anno dopo, tuttavia, si disse «contento» di sapere che Giulia non aveva più la «fissazione della cura psicanalitica», e si spinse fino a dire che era una pseudoscienza «imbevuta di ciarlantaneria» e potenzialmente pericolosa in quanto, «se il medico curante non riesce in poco tempo a vincere la resistenza del soggetto e a strapparlo con la sua autorità alla depressione», può accadere che la malattia nervosa peggiori invece di migliorare, «suggerendo all'ammalato motivi di nuove inquietudini e di raddoppiato marasma psichico». Vero è che, con ogni probabilità, Gramsci non riuscì mai a cogliere appieno la complessità della sindrome depressiva di cui soffriva la moglie, esacerbata da pensieri ossessivi e paranoia. Non possedeva del resto tutti gli elementi per valutare appieno la situazione e attribuiva i malesseri di Giulia alla fantasia «disordinata e febbrile» che le poneva dinnanzi «problemi insolubili», ma ciò nonostante comprese che la donna aveva sbagliato a rinunciare alla musica per dare un corso meramente pratico alla sua vita, per sentirsi più utile alla società. La sua personalità, che si era sviluppata in simbiosi con l'attività artistica, si era come castrata con il sacrificio di essa.
Nell'agosto del 1930, benché avesse interrotto il lavoro nei Servizi già da tre anni, Giulia lasciò l'OGPU, pur continuando a percepire un regolare stipendio ancora per altri sei anni, fino a giugno del 1936, allorché risulta pensionata dell'NKVD, l'organo succeduto all'OGPU nel 1934. Nel 1932, su consiglio dei medici, Giulia fu impegnata nell'organizzazione dei giardini scolastici di Mosca.
I rapporti epistolari con Gramsci furono pressoché assenti tra il 1928 e il 1930, lei non gli scrisse per mesi e, anche quando i contatti ripresero dal 1931, non furono più né continuativi né soddisfacenti. Le ragioni sono molteplici. La profonda crisi esistenziale che aveva gettato Giulia nel buco nero della malattia mentale era, secondo le parole di Lina Misiano, nipote di Francesco, che aveva da piccola frequentato con la madre le due sorelle Schucht, una depressione dovuta alla sua incapacità di far fronte ai «compiti terribili che la vita le aveva imposto». Giulia aveva sempre sofferto una sorta di complesso di inferiorità nei confronti di tutto il suo nucleo familiare e specialmente di Eugenia, i suoi impulsi volitivi verso Gramsci furono certamente frenati dalla sorella ma pure dal padre, influenzato dalla figlia maggiore che accusava il cognato di egoismo, narcisismo, perfino di indifferenza emotiva nei confronti dei figli. Tatiana, che bene conosceva le dinamiche interne alla sua famiglia, ammonì al riguardo Antonio su quanto fosse drammatica la situazione di Giulia, la quale non poteva contare sul conforto dei familiari: «nessuno saprà, né vorrà, addolcirla nei tuoi confronti, come suo marito e padre dei bambini suoi».

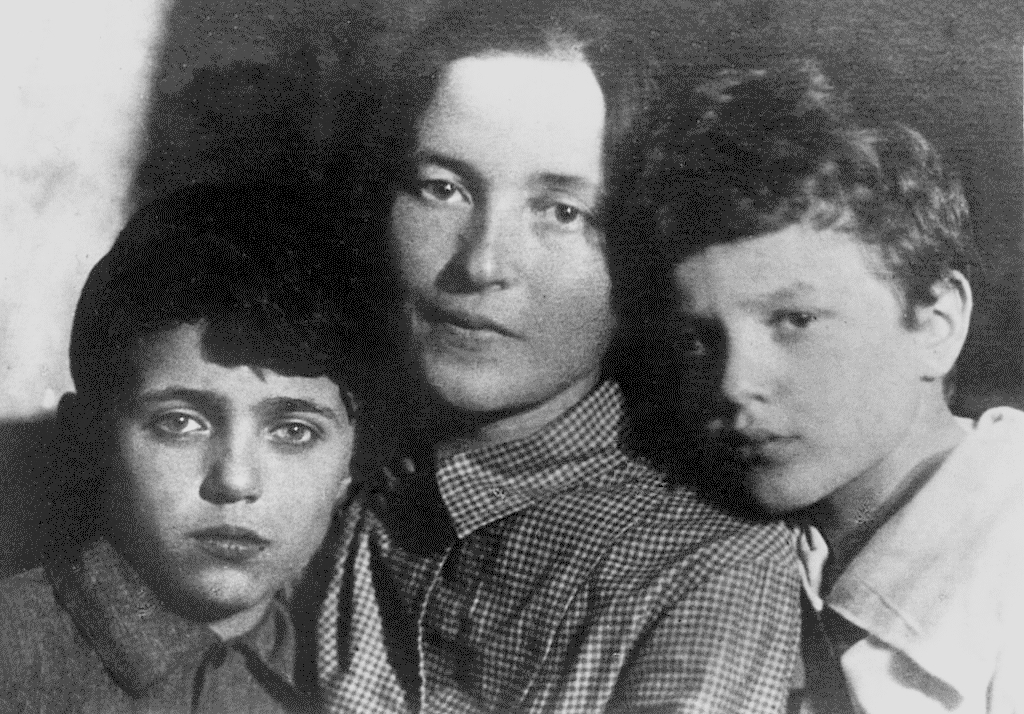
Giulia con i figli: Delio (a sinistra) e Giuliano.

La sofferenza di Giulia era dovuta anche alla forzata separazione da Antonio, e Tatiana indefessamente lo incitava a scrivere lunghe e particolareggiate lettere a Giulia, per acquisire sull'animo di lei, che era in «una condizione patologica», «un effetto psicoterapico» e non «pedagogico», come Gramsci si augurava. Infatti Giulia sentiva Antonio sempre più lontano, come un'entità vaga di cui le sfuggiva il nucleo vitale. Avrebbe voluto una comunicazione più aperta, spontanea, ma Gramsci era riluttante a consegnare il proprio vissuto segreto all'ufficio della censura, che leggeva i suoi scritti, e preferiva teorizzare, dare consigli, avanzare qualche critica. E Giulia, da parte sua, non aveva né le forze né la ricchezza intellettuale di Antonio per tenere il dialogo con lui e, al contempo, non lasciar trapelare la gravità del proprio stato psichico. Giulia non fu in grado di trovare un registro linguistico adatto alle circostanze e preferì tacere.
Il silenzio fu scambiato da Gramsci per una disaffezione della moglie e in una lettera a Tatiana le chiese di riferire a Giulia che era disposto a troncare unilateralmente il rapporto tra loro, per consentirle di rifarsi una vita. Sul tema Gramsci tornò un'ultima volta sette mesi dopo, ancora senza ricevere una risposta chiara da Tatiana che, investita da una responsabilità così grande, si sentiva «disperata». È noto comunque, dalle dichiarazioni di Nilde Perilli, che Tatiana non informò mai Giulia delle intenzioni di Gramsci, e la proposta non fu più rilanciata.
Già all'inizio degli anni Trenta, la famiglia Schucht si era interrogata sull'ipotesi che Giulia tornasse in Italia per stare accanto al compagno, ma senza i bambini, sempre concludendo che l'eventualità non fosse fattibile. Tuttavia, nel 1936, persino Eugenia riconobbe necessaria la partenza di Giulia, e non mutò opinione nemmeno quando il consulto medico adombrò pesanti conseguenze sulla salute psicofisica di Giulia da un cambiamento tanto radicale. Si cominciò a pensare a due strategie per riunire Giulia ad Antonio: fare richiesta di espatrio per l'URSS e, in caso di rifiuto, chiedere il trasferimento in Sardegna, da dove si sarebbe forse potuta organizzare una fuga. Intanto Gramsci, sentendo vicina la fine, ancora a febbraio del 1937 domandava di poter rivedere Giulia e i bambini. L'emorragia cerebrale che lo colpì nel tardo pomeriggio del 25 aprile e che due giorni dopo ne decretò la morte cancellò ogni residua speranza di un ricongiungimento.

### Ultimi anni

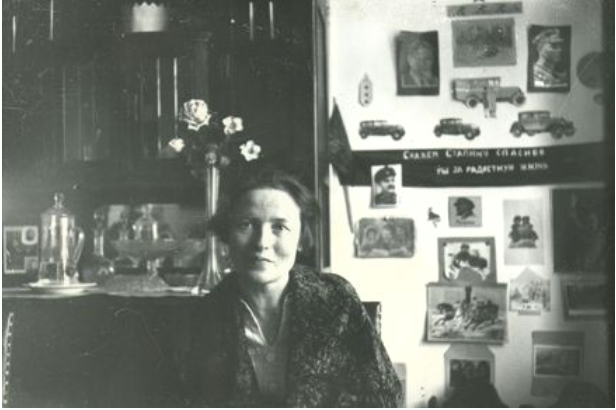
Giulia nell'appartamento di Mosca, 1940 ca.

Con il rientro di Tatiana in Russia e le notizie che portava in merito ai sospetti nutriti da Gramsci di essere stato deliberatamente abbandonato nelle carceri fasciste dal PCd'I, Giulia inviò agli organi dirigenti comunisti una richiesta d'indagine, che fu presa in carico dai membri bulgari del Comintern Georgi Dimitrov e Stela Blagoeva (1887-1954). Contemporaneamente fu istituita una commissione per stabilire a chi spettasse l'eredità letteraria di Gramsci. Gli Schucht furono rappresentati all'inizio da Tatiana e dopo pochi mesi da Eugenia e Giulia. Nel 1940 le due scrissero una lettera a Stalin in cui chiedevano che gli scritti carcerari fossero affidati a un gruppo di lavoro comunista internazionale e non al solo partito italiano, oltre a impetrare un incontro diretto per discutere del tradimento che Gramsci avrebbe subito dalla direzione del suo partito. La richiesta non fu accolta.
La questione dei manoscritti gramsciani fu discussa da una commissione a cui parteciparono i dirigenti bulgari del Comintern insieme a Palmiro Togliatti, Vincenzo Bianco ed Eugenia. Alla vigilia dell'invasione nazista dell'URSS, si deliberò che il PCd'I avrebbe pubblicato gli scritti di concerto con la famiglia russa di Gramsci, ma di fatto Togliatti agì in piena autonomia. Nonostante le incomprensioni e i contrasti tra la famiglia Schucht e Togliatti, dopo la pubblicazione delle Lettere dal carcere e dei Quaderni, Giulia si disse felice ed emozionata nel vedere finalmente l'eredità letteraria di Gramsci a disposizione del grande pubblico.
Nel 1968 Eugenia e Giulia si trasferirono nella casa di riposo per vecchi bolscevichi di Peredelkino. Eugenia morì nel 1972, e Giulia visse i suoi ultimi anni con una grave infermità alle gambe che le impediva di camminare, talvolta visitata da comunisti italiani, giornalisti e scrittori russi, tra i quali c'era Rafail Isaevič Chigerovič (1911-1994), autore della più importante biografia in russo di Gramsci.
Durante la segreteria di Brežnev, a Giulia furono conferite due onorificenze: l'Ordine del distintivo d'onore e la Medaglia commemorativa per il giubileo dei 100 anni dalla nascita di Vladimir Il'ič Lenin.

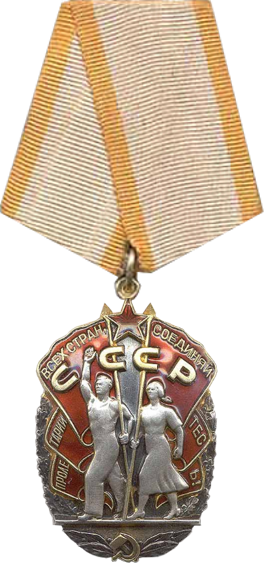
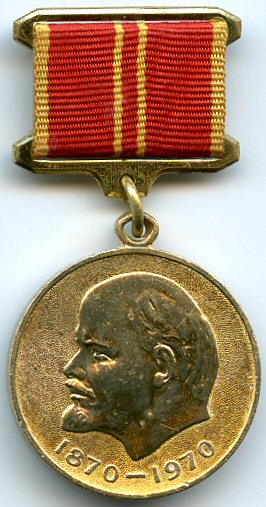

## Nella cultura di massa
Giulia Schucht, per molti versi fino a pochi decenni fa una figura sfuggente e misteriosa, è stata indagata dalla letteratura femminile perché avesse una consistenza sua propria e non fosse unicamente la moglie di un importante rivoluzionario e intellettuale. Nascono così, a distanza di dieci anni, i due romanzi di Lucia Tancredi, La vita privata di Giulia Schucht e Ogni cosa è per Giulia: una storia d'amore, preceduti dall'opera narrativa di Adriana Brown, L'amore assente, scritto con l'apporto della testimonianza di Nilde Perilli, sua parente.
- Adriana Brown, L'amore assente. Gramsci e le sorelle Schucht, Torino, CET-Clerico editore, 2002, ISBN 9788887130614.
- Lucia Tancredi, La vita privata di Giulia Schucht, Torino, EV Editore, 2013, ISBN 978-8896627020.
- Lucia Tancredi, Ogni cosa è per Giulia. Antonio Gramsci e Giulia Schucht: una storia d'amore, Milano, Ponte alle Grazie, 2024, ISBN 9791255820598.

La sua immagine al cinema ha avuto il volto di Mimsy Farmer, nel film del 1977 Antonio Gramsci - I giorni del carcere, e di Marina Bondarenko, nel lungometraggio del 2017 Nel mondo grande e terribile, mentre nello sceneggiato televisivo del 1981 Vita di Antonio Gramsci, a vestirne i panni è stata Adriana Falco.

### Esplicative
1. ↑  "Quelli del 1º marzo" sono gli otto rivoluzionari della Narodnaja volja che portarono a compimento l'assassinio dello zar Alessandro II. A essere impiccati furono in cinque: Željabov, Perovskaja, Kibal'čič, Nikolaj Ivanovič Rysakov (1861-1881) e Timofej Michajlovič Michajlov (1859-1881). Degli altri tre, la Gel'fman fu temporaneamente risparmiata perché in stato interessante, Nikolaj Alekseevič Sablin si tolse la vita per evitare l'arresto e Grinevickij, l'autore materiale del fatto, morì poche ore dopo l'attentato.
2. ↑  Si trattava dello stesso gruppo in cui militava Aleksandr Uljanov.
3. ↑  Nella voce, d'ora in poi, si userà il nome italianizzato "Eugenia" e il corrispondente vezzeggiativo "Genia".
4. ↑  Vladimir Il'ič Ul'janov usò per la prima volta lo pseudonimo "Lenin" nel dicembre 1901, quando pubblicò sulla rivista Zarja (L'Alba) gli articoli Agrarnyj vopros (La questione agraria) e Kritiki Marksa (Critiche a Marx). Cfr. (RU) Garegin Budagjan, Kak Lenin polučil svoj psevdonim [Come Lenin prese il suo pseudonimo?], in Slovo, Vladikavkaz, 19 gennaio 2024. URL consultato il 6 aprile 2025.
5. ↑  Nel 1891-1892 la Regione del Medio Volga, cui appartiene Samara, e la Russia meridionale centrale furono colpite da una grave carestia. Secondo i dati ufficiali, i governatorati coinvolti, con una popolazione complessiva di circa quaranta milioni, furono ventuno, per un'area che copre la fascia di territorio che va da Vjatka ad Akmolinsk, dalla Crimea a Tobolsk (Zilli, p. 148, nota 6).
6. ↑  Il Liceo musicale divenne Conservatorio nel 1923. Cfr.  Santa Cecilia-La Storia, su conservatoriosantacecilia.it. URL consultato l'11 aprile 2025.
7. ↑  Dove ha sede, al № 222, l'Accademia di Belle Arti.
8. ↑  Nadine morì nel 1919 per cause non specificate (Gramsci jr., p. 48), ma la famiglia ancora nell'agosto 1921 ignorava la sorte della congiunta. Cfr. la lettera di Giulia a Nilde Perilli in Cambria, p. 55.
9. ↑  Asja Šucht insegnò musica a Ivanovo Voznesensk, destinazione in cui giunse dopo il matrimonio con Fëdor Ėrnestovič Cabel' (1878-1957), compositore e organista, nominato direttore del Conservatorio locale nel 1913. Cfr.  Fëdor Ėrnestovič Cabel', su vrnency.ru. URL consultato il 14 aprile 2025.; Cambria, p. 56, nota 1.
10. ↑  La traduzione letterale è Pineta d'Argento, ma quella divulgata dai testi è Bosco d'Argento.
11. ↑  Si leggano le lettere del 3 e del 10 aprile 1933 (Gramsci 2015, p. 698 e p. 700).
12. ↑  Molto probabilmente si tratta de La stella rossa, edito in Russia nel 1908 e più di recente nel 1918 in una versione censurata. Bogdanov era l'ideatore del Proletkul't, un'organizzazione finalizzata allo sviluppo formativo e all'educazione delle masse operaie, attraverso il riconoscimento di una peculiare cultura popolare, nata dal basso e che gli intellettuali organici alla classe subalterna avrebbero dovuto aiutare a maturare e a divenire egemone. I circoli, in cui era strutturata l'organizzazione, oltre ad alfabetizzare, stimolavano i lavoratori a fare arte e letteratura, a scrivere romanzi, poesie e opere teatrali (Ghetti, p. 13). Gramsci, che nel 1921 aveva creato a Torino una sezione del Proletkul't, la quale tra le varie attività promuoveva visite guidate ai musei della città, a Mosca, a fine ottobre del 1922, partecipò a un incontro di suoi membri con una delegazione del Comintern (Righi 2019, pp. 145-146).
13. ↑  Così sostiene il suo biografo russo (Chigerovič, p. 58).
14. ↑  Si tratta delle lettere № 64, datata Mosca 1923 e adesso re-datata al 18 gennaio; la № 61, del 13 febbraio; e la № 63, anch'essa datata Mosca 1923 e re-datata al febbraio-marzo 1923. Cfr. in Gramsci 1992, pp. 113, 108-109, 111-112
15. ↑  Si tratta della lettera № 56, in Gramsci 1992, p. 102, ritenuta fino al 2011 la prima lettera di Gramsci a Giulia e retrodatata al 1922, al tempo della loro conoscenza a Serebrjanyj Bor. Cfr. Ghetti, p. 182, nota 12.
16. ↑  Delio era il nome di battesimo di uno zio di Gramsci morto precocemente (D'Orsi, p. 228).
17. ↑  Nel 1999 fu avanzata dallo storico russo Jaroslav Leont'ev (secondo la traslitterazione scientifica dal cirillico, ma a livello internazionale noto come Yaroslav Leontiev) l'ipotesi, non suffragata da prove documentali, che l'incontro di Giulia con Gramsci a Serebrjanyj Bor fosse stato pilotato da Lenin, amico di vecchia data della famiglia Schucht, per controllare Gramsci, probabilmente in vista di un suo ruolo più centrale nel PCd'I. Leont'ev trasse le sue conclusioni basandosi sulla contemporanea presenza a Ivanovo della famiglia Schucht e di Vladimir Aleksandrovič Dëgot' (1889-1944), rappresentante della Sezione esteri del Comintern in Italia nel 1920, che aveva conosciuto Gramsci e, in merito al suo lavoro, ne aveva riferito positivamente a Lenin, era stato presente all'atto di fondazione del PCd'I a Livorno e ne aveva seguito i primi passi, prima di rientrare in Russia ed essere trasferito alla sede del Partito bolscevico di Ivanovo (Ghetti, pp. 127-130). La sospetta coincidenza è illustrata da Leont'ev nell'articolo La sposa mandata da Lenin, pubblicato nella traduzione di Vittorio Strada sul numero del 24 febbraio 1999 del Corriere della Sera, ma non ne fa cenno alcuno nel suo commento dello stesso anno al Fascicolo del PCUS intestato a Julia Apollovna Schucht inserito in Leontiev. La congettura sembra comunque insostenibile se si considera che Giulia attese più di un anno prima di unirsi sentimentalmente a Gramsci (Righi 2011, pp. 1020-1021). Antonio Gramsci jr non esclude la possibilità che alla donna possa essere stato dato l'incarico di sorvegliare gli «ambienti del Comintern» e di informare su eventuali infiltrazioni di elementi ambigui, ma ciò non implica che abbia spiato il compagno o che addirittura lo abbia adescato al sanatorio (Gramsci jr., p. 73).
18. ↑  I lavori del V Plenum allargato del Comitato esecutivo dell'Internazionale comunista si tennero dal 21 marzo al 6 aprile 1925. Cfr. (RU) Forum: V rasširennyj plenum IKKI [Forum: V plenum allargato del CEIC], su docs.historyrussia.org. URL consultato il 20 maggio 2025.
19. ↑  Gramsci rientrò a Roma il 21 aprile 1925. (Chigerovič, p. 94).
20. ↑  Leont'ev afferma che i buoni rapporti diplomatici tra l'URSS e il governo di Mussolini mettevano i leader del PCd'I in una posizione ambigua e creavano spesso malintesi. Assicura anche che Gramsci non ignorava la natura del lavoro di Giulia, sebbene sia impossibile determinare quali segreti conoscesse, come possono esserlo i nomi delle fonti, specialmente degli agenti doppiogiochisti, che passavano le informazioni sensibili ai sovietici. Giulia «naturalmente non avrebbe accettato di spiare Gramsci, ma avrebbe potuto spiegargli, sulla base di direttive ricevute da Mosca, il senso recondito della politica estera sovietica». (Leontiev, pp. 160-161).
21. ↑  Giulia fu assistita in URSS da una psicoterapeuta donna (Cambria, p. 122).
22. ↑  I figli di Gramsci seppero che il padre era in carcere, e non assente per il lavoro rivoluzionario come era stato loro raccontato, alla sua morte (D'Orsi, p. 379).

### Fonti
1. ↑  Gramsci jr, p. 31.
2. ↑  Govorov, p. 44.
3. 1 2  (RU) Krestnica Lenina — Asja Šucht [La figlioccia di Lenin — Asja Šucht], su vk.com. URL consultato il 2 marzo 2025.
4. ↑  Gramsci jr, p. 32.
5. ↑  Gramsci jr, pp. 33-34.
6. ↑  Gramsci jr, p. 37.
7. ↑  Gramsci jr, p. 38.
8. ↑  Semënov-Mer'skij, Glava 3, Žizn' v Samare. Sdača ėkzamenov v Sankt-Peterburgskom universitete. Smert' sestry Ol'gi. Načalo «trudovoj» dejatel'nosti (Cap. 3. Vita a Samara. Svolgimento degli esami all'università di San Pietroburgo. Morte della sorella Ol'ga. Inizio dell'attività «lavorativa»).
9. ↑  Cambria, p. 55.
10. ↑  Gramsci jr, pp. 38-39.
11. ↑  Chigerovič, pp. 56-57.
12. ↑  Gramsci jr, p. 42.
13. ↑  Chigerovič, p. 57.
14. ↑  Gramsci jr, p. 41.
15. ↑  Gramsci jr, pp. 42-43.
16. ↑  Gramsci jr, pp. 16-17.
17. 1 2 3  Gramsci jr, p. 44.
18. 1 2 3 4 5   Carte Giulia Schucht, su archivi.fondazionegramsci.org. URL consultato il 31 marzo 2025.
19. ↑  Ghetti, p. 149.
20. ↑  Cambria, p. 60, nota 9.
21. ↑  Cambria, pp. 41-42.
22. 1 2 3 4  Leontiev, p. 151.
23. ↑  Gramsci jr, p. 45.
24. ↑  Righi 2011, p. 1012.
25. ↑  Ghetti, p. 161.
26. ↑  Ghetti, pp. 162-163.
27. ↑  Gramsci jr, p. 61.
28. ↑  Cambria, p. 56, nota 1.
29. ↑  Chigerovič, pp. 57-58.
30. ↑  Gramsci jr., p. 61.
31. 1 2 3  Righi 2011, p. 1013.
32. ↑  Leontiev, p. 155.
33. ↑  Gramsci jr., p. 121.
34. 1 2  Righi 2011, p. 1014.
35. ↑  (RU) Ivanovskoe muzykal'noe učilišče: Istorija učilišče [Scuola musicale di Ivanovo: Storia della scuola], su ivmu37.ru. URL consultato il 21 aprile 2025.
36. ↑  Cambria, p. 95, nota 9.
37. ↑  Righi 2011, pp. 1005-1007.
38. ↑  Righi 2011, pp. 1007-1008.
39. ↑  Righi 2011, p. 1009.
40. ↑  Ghetti, p. 13.
41. 1 2  Ghetti, p. 10.
42. ↑  Righi 2011, p. 1018, nota 63.
43. ↑  Righi 2011, pp. 1019-1020
44. ↑  Chigerovič, p. 62.
45. ↑  Righi 2011, pp. 1026-1028.
46. ↑  Righi 2011, pp. 1029-1030.
47. ↑  Lettera del 30 giugno 1924 Gramsci 1992, p. 361.
48. ↑  Gramsci jr., pp. 130-131.
49. ↑  Righi 2011, p. 1032.
50. 1 2  Ghetti, p. 184.
51. ↑  Righi 2011, p. 1021.
52. ↑  Lettera del 15 marzo 1924, in Gramsci 1992, pp. 278-279.
53. ↑  Lettera del 25 marzo 1924, in Gramsci 1992, p. 291.
54. ↑  D'Orsi, p. 216.
55. ↑  Lettera dell'11 maggio 1924, in Gramsci 1992, p. 350.
56. ↑  Gramsci jr., p. 71.
57. ↑  Leontiev, p. 157.
58. ↑  Gramsci jr., p. 73.
59. ↑  Chigerovič, pp. 92 e 94.
60. ↑  Ghetti, p. 174.
61. 1 2  Cambria, p. 87.
62. ↑  Gramsci jr., p. 70.
63. ↑  Cambria, p. 88.
64. ↑  Ghetti, p. 175.
65. ↑  Cambria, pp. 91-92.
66. ↑  D'Orsi, p. 257.
67. ↑  Gramsci jr., p. 90.
68. ↑  Lettera del 30 settembre 1927, in Cambria, p. 111.
69. ↑  Ghetti, p. 196.
70. ↑  D'Orsi, p. 384.
71. ↑  Lettera del 20 aprile (Gramsci scrive erroneamente «marzo») 1931, in Gramsci 2015, p. 413.
72. ↑  Lettera del 18 luglio 1932, in Gramsci 2015, pp. 595-596.
73. ↑  D'Orsi, p. 386.
74. ↑  Cambria, p. 119.
75. ↑  Lettera del 18 marzo 1932, in Gramsci 2015, p. 553.
76. ↑  Leontiev, p. 163.
77. ↑  Gramsci jr., pp. 131-132.
78. ↑  Gramsci jr., p. 81.
79. ↑  Cambria, p. 120.
80. ↑  Cambria, pp. 186-187.
81. ↑  Cambria, pp. 101 e 103.
82. ↑  Cambria, p. 205, nota 83.
83. ↑  Gramsci jr., pp. 82-83.
84. ↑  Cambria, p. 193.
85. 1 2  Gramsci jr., pp. 86-87.
86. ↑  D'Orsi, p. 441.
87. 1 2  Gramsci jr., pp. 89-90.
88. ↑  Gramsci jr., p. 91.
89. ↑  Chigerovič, p. 143.
90. ↑  (RU) Vladimir Tol'c, Istoorija, ljubov' i fantazijz po-russki i po-ital'janski [Storia, amore e immaginazione in russo e in italiano], su svoboda.org, 26 maggio 1999. URL consultato il 26 maggio 2025..
91. ↑   Guido Liguori, Un romanzo su Gramsci e le sorelle Schucht, su igsitalia.org, 1º gennaio 2002. URL consultato il 26 maggio 2025.